# Alexander Goehr
Peter Alexander Goehr (ur. 10 sierpnia 1932 w Berlinie, zm. 26 sierpnia 2024) – brytyjski kompozytor pochodzenia niemieckiego.

## Życiorys
Syn Waltera. W latach 1952–1955 studiował u Richarda Halla w Royal Manchester College of Music, następnie w latach 1955–1956 był uczniem Oliviera Messiaena i Yvonne Loriod w Paryżu. W latach 1955–1957 wykładał w Morley College w Londynie. Od 1960 do 1968 roku był redaktorem muzycznym w BBC. W latach 1968–1969 przebywał jako kompozytor-rezydent w New England Conservatory of Music w Bostonie. Od 1969 do 1970 roku wykładał w szkole muzycznej przy Yale University. W następnych latach był wykładowcą University of Southampton (1970–1971), University of Leeds (1971–1976) oraz University of Cambridge (1976–1999). Do jego uczniów należała Daria Semegen.
Drukiem ukazał się zbiór jego pism Finding the Key: Selecting Writings of Alexander Goehr (wyd. Londyn 1998).

## Twórczość
Należał do pierwszego pokolenia powojennych kompozytorów angielskich, wspólnie z Peterem Maxwellem Daviesem i Harrisonem Birtwistle’em tworzył tzw. szkołę manchesterską. W swojej twórczości pozostawał pod silnym wpływem Arnolda Schönberga. Posługiwał się techniką dodekafoniczną, podchodząc jednak do niej w sposób nieortodoksyjny, rozwijając sposób modalnego układania serii. Pozostał odległy od radykalnych nurtów awangardy, formę dzieła muzycznego i rolę kompozytora pojmując na sposób tradycyjny. Swój język dźwiękowy wzbogacał elementami pochodzącymi z różnych źródeł, takich jak madrygały Claudio Monteverdiego czy japoński teatr nō.

## Wybrane kompozycje
(na podstawie materiałów źródłowych)

### Utwory orkiestrowe
- Fantasia (1954, zrewid. 1959)
- Hecuba’s Lament (1959–1961)
- Koncert skrzypcowy (1961–1962)
- Little Symphony na małą orkiestrę (1963)
- Little Music na orkiestrę smyczkową (1963)
- Pastoralis (1965)
- 3 Pieces from Arden Must Die na zespół dęty, harfę i perkusję (1967)
- Romanza na wiolonczelę i orkiestrę (1968)
- Konzertstück na fortepian i małą orkiestrę (1969)
- Symphony in 1 Movement (1969, zrewid. 1981)
- Koncert fortepianowy (1972)
- Metamorphosis/Dance (1973–1974)
- Fugue on the Notes of the Fourth Psalm na orkiestrę smyczkową (1976)
- Romanza on the Notes of the Fourth Psalm na 2 skrzypiec, 2 altówki koncertujące i orkiestrę smyczkową (1977)
- Sinfonia na orkiestrę kameralną (1979)
- Deux études (1980–1981)
- Symphony with Chaconne (1985–1986)
- Still Lands na małą orkiestrę (1988–1990)
- Colossos or Panic: Symphonic Fragment after Goya (1990–1991)
- Cambridge Hocket na 4 rogi i orkiestrę (1993)
- Schlussgesang na altówkę i orkiestrę (1996)

### Utwory kameralne
- Fantasias na klarnet i fortepian (1954)
- 4 kwartety smyczkowe (I 1956–1957 zrewid. 1988, II 1967, III 1975–1976, IV In Memoriam John Ogdon 1990)
- Variations na flet i fortepian (1959)
- Suita na flet, klarnet, róg, harfę, skrzypce lub altówkę i wiolonczelę (1961)
- Trio fortepianowe (1966)
- Paraphrase on the Dramatic Madrigal II Combattimento di Tancredi e Clorinda by Monteverdi na klarnet (1969)
- Concerto for Eleven (1971)
- Chaconne na 18 instrumentów dętych (1974)
- Lyric Pieces na instrumenty dęte i kontrabas (1974)
- Prelude and Fugue na 3 klarnety (1978)
- Sonata wiolonczelowa (1984)
- ...a musical offering (J.S. B. 1985)... na 14 wykonawców (1985)
- Variations on Bach’s Sarabande from the English Suite in E minor na instrumenty dęte i kotły (1990)
- Uninterrupted Movement na wiolonczelę solo, 4 wiolonczelę i inne instrumenty (1995)
- Five Objects Darkly na klarnet basowy, róg, skrzypce, altówkę i fortepian (1996)
- En l’air, surterre na altówkę i fortepian (1998)
- Duet na 2 altówkę oraz Duet na altówkę i skrzypce (1999)

### Utwory fortepianowe
- Sonata (1951–1952)
- Capriccio (1958)
- 3 Pieces (1964)
- Nonomiya (1969)
- ...in real time (1988–1995)

### Utwory wokalno-instrumentalne
- Songs of Babel na głos i fortepian (1951)
- Narration na głos i fortepian (1957)
- The Deluge na sopran, kontralt i zespół instrumentów (1957–1958)
- 4 Songs from the Japanese na mezzosopran i fortepian (1959), także wersja na mezzosopran i orkiestrę (1960)
- Sutter’s Gold na bas, chór i orkiestrę (1959–1960)
- A Little Cantata of Proverbs (1962)
- In Theresienstadt na mezzosopran i fortepian (1962–1964)
- Virtutes na recytatora, chór i instrumenty (1963)
- 5 Poems and an Epigram of William Blake na chór i trąbkę (1964)
- Warngedichte na mezzosopran i fortepian (1966–1967)
- Psalm IV na sopran, alt, chór żeński, altówkę i organy (1976)
- Babylon the Great is Fallen na chór i orkiestrę (1979)
- Das Gesetz der Quadrille na mezzosopran lub baryton i fortepian (1979)
- Behold the Sun na wysoki sopran, wibrafon obbligato i zespół kameralny (1981)
- 2 Imitations of Baudelaire na chór (1985)
- Eve Dreams in Paradise na mezzosopran, tenora i orkiestrę (1987–1988)
- Carol for St. Steven na chór (1989)
- Sing, Ariel na mezzosopran, 2 soprany i 5 instrumentów (1989–1990)
- The Mouse Metamorphosed into a Maid na głos (1991)
- The Death of Moses na sopran, kontralt lub alt męski, tenora, baryton, bas, chór, chór dziecięcy lub półchór sopranów i altów i 13 instrumentów (1991–1992)
- I Said I Will Take Heed (Psalm 39) na chór podwójny i zespół instrumentów dętych (1992–1993)
- Lamento for Arianna na sopran i zespół instrumentów (1994–1995)
- Cori di Pescatori na 5 głosów męskich (1994–1995)
- Arianna Abbandonata na tenora i gitarę (1994–1996)
- 3 pieśni na głos, klarnet i altówkę (1996)

### Opery
- Arden muss Sterben (1966, wyst. Hamburg 1967)
- Behold the Sun (1981–1984, wyst. Duisburg 1985)
- Arianna (1994–1995, wyst. Londyn 1995)

### Muzyka do sztuk teatralnych
- Naboth’s Vineyard (wyst. Londyn 1968)
- Shadowplay (wyst. Londyn 1970)
- Sonata about Jerusalem (wyst. Tel Awiw 1971)
- Kantan and Damask Drum (wyst. Dortmund 1999)

### Balet
- La Belle Dame Sans Merci (1958)